# Hildegardia cubensis
Espèce
Classification phylogénétique
Statut de conservation UICN

 VU  : Vulnérable
Hildegardia cubensis est une espèce de plantes du genre Hildegardia de la famille des Sterculiaceae.